# 王式烈
王式烈，湖北云梦人，清朝政治人物、進士出身。
雍正十一年，登進士。乾隆五年，任貴州桐梓縣知縣。乾隆十二年，因雲貴總督張允隨奏請失察捕役議革。